# Монтелла
Монтелла (італ. Montella) — муніципалітет в Італії, у регіоні Кампанія,  провінція Авелліно.
Монтелла розташована на відстані близько 250 км на південний схід від Рима, 65 км на схід від Неаполя, 21 км на схід від Авелліно.
Населення — 7858 осіб (2014).

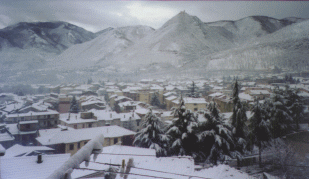

Щорічний фестиваль відбувається 16 серпня. Покровитель — святий Рох.

## Демографія
Населення за роками:

Станом на 1 січня 2023 року в муніципалітеті офіційно проживало 230 іноземців з 29 країн, серед них 69 громадян країн Євросоюзу та 8 громадян України.

## Сусідні муніципалітети
- Ачерно
- Баньолі-Ірпіно
- Кассано-Ірпіно
- Джиффоні-Валле-П'яна
- Монтемарано
- Нуско
- Серино
- Вольтурара-Ірпіна